# Louis Favoreu
Louis Favoreu (5 tháng 9 năm 1936 tại Lucq-de-Béarn, Pyrénées-Atlantiques - 1 tháng 9 năm 2004 tại Aix-en-Provence, Bouches-du-Rhône) là một nhà luật học và nhà giáo dục người Pháp. Ông là giáo sư đại học chuyên gia về công pháp. Ngoài công tác giảng dạy, ông còn là trưởng khoa luật và làm giám đốc trường đại học.

## Tiểu sử
Louis Favoreau giảng dạy môn luật hiến pháp và luật hành chính tại khoa luật của Đại học Aix-Marseille III, nơi ông làm trưởng khoa. Chuyên gia nổi tiếng về tòa án bảo hiến, ông thường xuyên được hỏi ý kiến tư vấn về vấn đề này tại Pháp cũng như nước ngoài. Ông từng làm phó chủ tịch tòa án bảo hiến của Bosna và Hercegovina sau nội chiến.